# Первое правительство Думерга
Первое правительство Думерга — кабинет министров, правивший Францией с 22 декабря 1913 года по 2 июня 1914 года, в период Третьей французской республики, в следующем составе:
- Гастон Думерг — председатель Совета министров и министр иностранных дел;
- Жозеф Нуланс — военный министр;
- Рене Реноль — министр внутренних дел;
- Жозеф Кайо — министр финансов;
- Альбер Метен — министр труда и условий социального обеспечения;
- Жан-Батист Бьенвеню-Мартен — министр юстиции;
- Эрнест Монис — морской министр;
- Рене Вивиани — министр общественного развития и искусств;
- Морис Рейно — министр сельского хозяйства;
- Альбер Лебрен — министр колоний;
- Фернан Давид — министр общественных работ;
- Луи Мальви — министр торговли, промышленности, почт, и телеграфов.

Изменения
- 17 марта 1914 — Рене Реноль наследует Кайо как министр финансов. Луи Мальви наследует Ренолю как министр внутренних дел. Рауль Пере наследует Мальви как министр торговли, промышленности, почт, и телеграфов.
- 20 марта 1914 — Арман Готье де Л’Од наследует Монису как морской министр.